# Олсоново вымирание
Олсоново вымирание (Olson’s Extinction) — массовое вымирание, произошедшее 273 миллиона лет назад, в начале гваделупской эпохи пермского периода и предшествовавшее более опустошительному массовому пермскому вымиранию. Американский зоолог, палеонтолог и геолог Эверетт Олсон заметил, что между раннепермскими флорой и фауной с одной стороны и средне- и позднепермскими флорой и фауной с другой отсутствует преемственность: они резко различаются, причём изменение оказывается очень быстрым, плавного перехода нет. Это резкое изменение касается многих групп организмов: растений, морских беспозвоночных, четвероногих.

## Идентификация
Первые свидетельства вымирания появились тогда, когда Эверетт Олсон заметил резкий переход от раннепермских фаун, в которых доминировали пеликозавры и терапсиды, к коренным образом отличающимся фаунам средней и поздней перми. Сначала учёные считали отсутствие переходных фаун следствием того, что их остатки просто не сохранились в палеонтологической летописи, и применяли к обнаруженному резкому переходу термин «Олсонов разрыв», имея в виду именно отсутствие дошедших до нас палеонтологических свидетельств. Стремясь определить причины «разрыва», исследователи столкнулись с трудностью: объясняется ли этот «разрыв» охватившим всю планету общим вымиранием, или же мы имеем дело с изолированными вымираниями отдельных групп, являющимися частью какого-то более общего процесса? Одни теории говорили о длительном вымирании, растянувшемся на несколько миллионов лет, другие — о нескольких волнах вымираний, предшествовавших опустошительному пермско-триасовому. Олсоново вымирание сделало последующее массовое пермское вымирание ещё более опустошительным, что в конечном итоге привело к исчезновению 80 % существовавших в то время видов, причём в промежутках между масштабными вымираниями происходили и вымирания меньшего масштаба.
В 1990-е и 2000-е годы исследователями были накоплены данные по биоразнообразию растений, морских животных и четвероногих, которые показали, что предшествовавшее пермско-триасовой катастрофе вымирание оказало значительное влияние на биоту Земли той эпохи. Для наземной фауны Сэхни (Sahney) и Бентон (Benton) показано, что даже не принимая во внимание того, что окаменелости, относящиеся непосредственно к периоду вымирания, редки, факт вымирания подтверждается тем, что непосредственно в предшествующий и последующий периоды окаменелости многочисленны — а значит дело не в плохой сохранности палеонтологической летописи, а именно в оскудении биосферы, которое теперь и называется «Олсоновым вымиранием». «Разрыв» же был окончательно «закрыт» в 2012 году, когда Майкл Бентон подтвердил, что относящиеся к средней перми окаменелости наземных животных хорошо представлены на юго-западе США и в европейской части России, а также — что «Олсонов разрыв» объясняется не недостатком данных, а именно вымиранием, прервавшим преемственность между фаунами ранней и средней перми.
Несмотря на закрытие «Олсонова разрыва», факт вымирания на границе Кунгурского и Роудского веков (272,95 миллиона лет назад) некоторое время оставался предметом споров. Ряд исследователей утверждал, что наблюдаемое отсутствие преемственности могло объясняться не вымиранием, а смещением климатических поясов: климат исследуемых регионов из экваториального и тропического мог стать умеренным, а для умеренного пояса всегда (и сейчас) характерно меньшее видовое разнообразие. Однако при более внимательном изучении формаций с окаменелостями четвероногих, относящихся к Кунгурскому и Роудскому векам, выяснилось, что изменения видового состава фауны этого периода объясняется не смещением природных зон в изучаемых районах: раннепермские фауны умеренных широт имеют больше общего с раннепермскими же экваториальными фаунами, чем со среднепермскими фаунами того же умеренного пояса. Также выяснилось, что в течение всей перми наибольшее видовое разнообразие было характерно как раз для областей умеренного, а не тропического и экваториального климата, и поэтому смена природных зон не может объяснить падение биоразнообразия.

## Возможные причины вымирания
Общепринятой теории о причинах Олсонова вымирания нет. Последние исследования показывают, что такой причиной могло быть изменение климата. Пермские отложения Канзаса демонстрируют, что для того времени были характерны суровые условия: сухой климат и повышенная кислотность воды, оба этих фактора могли привести к массовому вымиранию. Однако было ли это изменение климата вызвано процессами, происходившими на Земле, или же оно было усилено какими-либо другими факторами, такими как импактное событие — неизвестно.

## Затронутые вымиранием

### Суша

#### Растения
Со средней перми до начала триаса более 60 % видов растений было сменено другими. Это вымирание продолжалось примерно 23,4 миллиона лет, начавшись с Олсонова вымирания и закончившись в начале среднего триаса.
Олсоново вымирание — третье по опустошительности вымирание растений в палеозое, оно уничтожило до 25 % родов существовавших тогда растений. Особенно пострадали растения, размножающиеся спорами; растения, размножающиеся семенами, это вымирание практически не затронуло.

#### Четвероногие
Пермь была временем быстрых изменений, затронувших существовавших тогда четвероногих; в частности, имел место резкий переход от ранних фаун, в которых доминировали базальные синапсиды (пеликрозавры) и рептилиоморфы (диадекты), к фаунам поздним, в которых доминировали уже другие группы: терапсиды (дейноцефалы, аномодонты, горгонопсы и цинодонты), некоторые представители этих прогрессивных групп впоследствии стали прямыми предками млекопитающих. В 2008 Сэхни и Бентон показали, что это была не просто смена фаун (которая должна была бы быть постепенной), а настоящее вымирание, сильно проредившее ряды тогдашних четвероногих. Скорее всего, это вымирание происходило в два этапа: на границе между кунгурским и роудским веками исчезли эдафозавры и офиакодонты, благодаря чему в начале роудского века стала возможна бурная эволюция казеид и терапсид, позднее, в том же роудском веке, вымерли сфенакодонты, а численность казеид сильно снизилась Создаётся впечатление, что для группы Eureptilia Олсоново вымирание было самым опустошительным в палеозое, даже более опустошительным, чем пермско-триасовое. Амфибии также серьёзно пострадали.
В декабре 2011 Модесто (Modesto) и другие описали окаменелости «самого позднего» пеликозавра, открытые в отложениях возрастом 260 млн лет на территории ЮАР; эти окаменелости — первое доказательство того, что часть пеликозавров пережила Олсоново вымирание. Такие таксоны животных или растений называются «пионерами» (Pioneer organism), так как, пережив катастрофу, они первыми заселяют прежде опустошённые земли и могут воспользоваться возможностями для дальнейшей эволюции.

### Море и пресные водоёмы

#### Рыбы
В период Олсонова вымирания — между Кунгурским и Роудским веками перми — темпы вымирания рыб значительно возросли. Однако темпы образования новых видов также возросли, так что в целом снижение разнообразия рыб было незначительным.
Используя данные о разнообразии хрящевых рыб, Кут (Koot) показывает, что их разнообразие уменьшилось незначительно и такая ситуация сохранялась до середины Роудского века.

## Восстановление
Пермско-триасовая катастрофа обрушилась на Землю слишком быстро — тогда, когда фауна ещё не успела оправиться и восстановиться после Олсонова вымирания. Оценки времени, которое заняло восстановление экосистем, разнятся. Ряд авторов утверждает, что окончательно жизнь на Земле восстановилась только в триасе, через 30 миллионов лет после Олсонова вымирания и также после пермско-триасового.
Олсоново вымирание способствовало ряду важных событий, в том числе появлению терапсид — группы, от которой впоследствии произошли млекопитающие. Исследование недавно идентифицированных примитивных терапсид из относящейся к Роудскому веку формации Ксидагу (горы Циляньшань, Китай) дополнительно может пролить свет на этот вопрос.

## Рекомендуемая литература
- io9.com: «Why did nearly all life on Earth die 250 million years ago ?» Архивная копия от 6 декабря 2015 на Wayback Machine
- Vancouversun.com: «Canadian researchers spearhead fossil discovery of resilient prehistoric animal.» (недоступная ссылка)